# わくわく動物ランド
『わくわく動物ランド』（わくわくどうぶつらんど）は、1983年4月13日から1992年3月25日までTBS系列局で毎週水曜 20:00 - 20:54 (JST) に放送していたTBSとイースト共同製作のクイズ番組である。司会は関口宏。

## 概要
世界各国の動物に関する話題をクイズ形式で紹介していた番組。放送当時は「子どもに見せたいテレビ番組」調査上位の常連であった。番組冒頭では、解答者を「（今週の）霊長目ヒト科ホモサピエンスの皆さん」と紹介していた。
司会兼VTR生ナレーションの関口は、当時『クイズ100人に聞きました』の司会も務めており、同局で2本のクイズ番組の司会を掛け持ちしている司会者は、関口以外では『クイズダービー』と『世界まるごとHOWマッチ』（毎日放送発。番組制作会社は当番組と同じイースト→現：E&W）を担当していた大橋巨泉のみであった。また、『クイズまるごと大集合』では、この番組パートの司会を関口が務めていたほか、回によっては巨泉（本放送時にはゲスト解答者として1度登場している）とビートたけしが司会を務めていたこともある。
解答者は、通常はタレントなど有名人（レギュラーとして作曲家の小林亜星※1枠、タレントの榊原郁恵→松本典子※2枠、島田紳助→田中義剛※3枠など。4枠は女性ゲスト、5枠は男性ゲスト）だが、夏休みなどには「親子大会」のような形で視聴者が出演することもあった。また、番組終了直前には当日の番組内容から、視聴者向けのクイズが出題され、はがきでの応募を受け付けていた。
初回で1問目のクイズに出された問題はエリマキトカゲで「ヘビがもっと近づいてくると、そのあとどうするか」だった、その後関口がナレーションを付けるようになり人気を呼ぶようになる。
1988年1月27日に放送200回を達成。
視聴率は、エリマキトカゲやウーパールーパーといった人気者を生み出した番組開始当初こそ20%を越えることもあった（最高視聴率は、1985年1月30日放送分が記録した25.8%）が、ブームが終息すると10%前後で推移し、当番組が放送される水曜日のプロ野球シーズン中はプロ野球中継を組み込まれることが多かったため、これに伴う休止が多発した。また、中部日本放送（現：CBCテレビ）や中国放送では、地元球団のローカル中継による休止も加わり、特に中国放送では第1回が広島東洋カープ対阪神タイガース戦に差し替えられる事態となった。
1992年1月3日にはお年玉動物スペシャルと称して関口宏のクイズ・わくわく大集合が朝の8時から2時間半放送された（テレビ朝日系『モーニングショー』を放送していた地域などは除く）。
1990年代以降、裏番組の日本テレビでの『クイズ世界はSHOW by ショーバイ!!』の視聴率がたちまち上昇すると、本番組の視聴率と逆転するようになった。その対抗策として、1991年4月放送分以降、個人戦から男女対抗戦へ衣替えしたが、結局1992年3月に終了。
放送年数9年弱はTBS系水曜20時台において最長記録である。
放送開始当初はモノラル放送だったが、1989年2月22日放送分より当時最新鋭の高感度ステレオマイクを取材VTRに導入すると同時にステレオ放送に移行した。ただし北海道は、道央圏（石狩全域、空知・後志の大半、及び苫小牧市など胆振の一部）を除き、最終回まで一貫してモノラル放送だった。
当番組終了後のTBS動物バラエティ枠は1993年10月から2009年3月まで放送された『どうぶつ奇想天外!』である。

## クイズのルール
解答はフリップに書いて提示する方式（合間に、テーマ動物に関する一問一答式クイズも挿入。口頭で答える）。一回の放送で6問出題され、正解すると前の机に象のぬいぐるみが並べられていた（1問につき1点。解答者席にランプが点灯する）。また、その問題で唯一の正解者の場合には、冠を被った象のぬいぐるみが置かれた。
最多正解者にはトップ賞として賞品が与えられた。同点だった場合は唯一の正解を多く出した方に与えられた。また「ゲスト優先」「レディーファースト」で決める事もあった。中でも特徴的なものは、毎週週替わりで与えられるオリジナルのぬいぐるみである。その回の放送で紹介された動物から選んで作成されたものであり、その中には実物大の大蛇というものまであった。さらに全問正解した場合には、象の金バッジとアフリカ旅行獲得となる（一時期、全問正解者がいた場合は2位の回答者にトップ賞が与えられた時もあった）。なお、アフリカ旅行第1号は小林だった。小林は通算3回獲得している。また、ゲスト出演の中では黒柳徹子や赤塚不二夫が全問正解しアフリカ旅行を獲得した。
末期では男女チーム対抗戦となり（解答者に関根勤、相原勇、大島渚、中尾ミエほか）、オープニングは「動物早押しクイズ」で、その他はフリップに書いて解答する。勝利チームの賞品はわくわくボックスから選び、海外旅行など週替わりだった。

## 音楽

### エンディングテーマ
- 初代：「すこしだけやさしく」（歌：薬師丸ひろ子、作詞：松本隆、作曲：大瀧詠一、編曲：井上鑑）
- 2代目：「1グラムの幸福」（歌：飯島真理、作詞：松本隆、作曲：飯島真理、編曲：清水信之）
後年、同系列のテレビドラマ『愛の劇場・ラブの贈りもの』の主題歌として近藤名奈がカヴァーした（編曲・斎藤誠）。
- 3代目：「オーシャン越えてヤァ!ヤァ!ヤァ!」（歌：ウインデイ・ウインデイ）
- 4代目：「ひとりじゃないさ」（歌：アイリーン・フォーリーン）
- 5代目：「5月の草原は愛に包まれて」（インストゥルメンタル、作曲・編曲：服部克久）
服部のアルバム『音楽畑5』（1988年リリース）のトラック2に収録。
- 6代目・8代目：「ペポニ PEPONI 〜楽園〜」（インストゥルメンタル/ボーカルバージョン/日本語版有り、作詞・歌：ピーター・オルワ、作詞・日本語詞：布施博一、作曲・編曲：小林亜星）
7代目使用の後、再び戻る。以後、最後のエンディングテーマとなり、最終回までオンエアされた。
- 7代目：「LOVE REVOLUTION」（歌・作詞・作曲：大江千里、編曲：清水信之）
大江のアルバム「HOMME」（1991年リリース）の1曲目として収録。

### BGM
- 全員不正解の時のBGM（初期はかなり雑なものだったが、1991年の対抗戦形式へのリニューアル時に後期のものに変更）はあったものの、正解の時のBGMは無かった。後期の全員不正解のBGMは、同じTBSで放送されていた『吉村明宏のクイズランチ』でも視聴者プレゼント当選の際に5回電話のコールが鳴っても当選者が電話に出なかった場合に流れていた。
- 解答者が答えをフリップに書き終えた後に一斉にフリップ掲出の際、後期だとオルゴールのような音楽が3秒間程度流れていた。

## 番組フォーマット販売
本番組のフォーマットは韓国・KBSを始めとする世界8か国（1989年12月時点）のテレビ局に販売された。本番組放送当時、既に日本国外の番組フォーマット権利を購入した上で日本版を制作し、放送した事例は多数あったが、逆に日本制作の番組フォーマットを日本国外に輸出した事例は本番組が最初とされている。
最初にフォーマット販売した前述のKBSの事例では当初TBSに対して本番組で使用されたVTR映像の提供を申し入れていたが、当時の韓国テレビ界では日本を含む韓国国外で制作された番組を剽窃・盗作するケースが相次ぎ、問題視されていたことから、TBS側の担当者が盗作への抑止力になると考え、VTR映像に加えて、番組のコンセプトも一緒に取引する形で成立したとしている。

## ネット局
※系列は放送当時のもの。
| 放送対象地域  | 放送局         | 系列    | 備考                                          |
| ------------- | -------------- | ------- | --------------------------------------------- |
| 関東広域圏    | 東京放送       | TBS系列 | 制作局 現：TBSテレビ                          |
| 北海道        | 北海道放送     | TBS系列 |                                               |
| 青森県        | 青森テレビ     | TBS系列 |                                               |
| 岩手県        | 岩手放送       | TBS系列 | 現：IBC岩手放送                               |
| 宮城県        | 東北放送       | TBS系列 |                                               |
| 山形県        | テレビユー山形 | TBS系列 | 1989年10月開局から                            |
| 福島県        | テレビユー福島 | TBS系列 | 1983年12月開局から                            |
| 山梨県        | テレビ山梨     | TBS系列 |                                               |
| 長野県        | 信越放送       | TBS系列 |                                               |
| 新潟県        | 新潟放送       | TBS系列 |                                               |
| 静岡県        | 静岡放送       | TBS系列 |                                               |
| 中京広域圏    | 中部日本放送   | TBS系列 | 現：CBCテレビ                                 |
| 富山県        | テレビユー富山 | TBS系列 | 現：チューリップテレビ 1990年10月開局から     |
| 石川県        | 北陸放送       | TBS系列 | 1984年4月18日から                             |
| 近畿広域圏    | 毎日放送       | TBS系列 |                                               |
| 岡山県 香川県 | 山陽放送       | TBS系列 | 現：RSK山陽放送                               |
| 鳥取県 島根県 | 山陰放送       | TBS系列 |                                               |
| 広島県        | 中国放送       | TBS系列 |                                               |
| 山口県        | テレビ山口     | TBS系列 | 1987年9月まではフジテレビ系列とクロスネット局 |
| 高知県        | テレビ高知     | TBS系列 |                                               |
| 福岡県        | RKB毎日放送    | TBS系列 |                                               |
| 長崎県        | 長崎放送       | TBS系列 |                                               |
| 熊本県        | 熊本放送       | TBS系列 |                                               |
| 大分県        | 大分放送       | TBS系列 |                                               |
| 宮崎県        | 宮崎放送       | TBS系列 |                                               |
| 鹿児島県      | 南日本放送     | TBS系列 |                                               |
| 沖縄県        | 琉球放送       | TBS系列 |                                               |

北陸放送では他の系列局から1年遅れの1984年4月18日からスタートした。この番組の開始当初は日本テレビ系列の『歌のワイド90分!』を放送していたが、『JNNナイター中継』の最大30分延長に対応した番組編成に伴う、日本テレビ系列の番組の同時ネット取り止めで放送が実現した（金曜19時30分 - 20時54分も同じ）。当初は4月11日放送のプロ野球中継（中日対巨人戦）にも雨傘番組として組まれていたが、当日は予定通り試合が開催されたため、翌週からの開始となった。

## スタッフ
最終回時点（1992年3月25日放送分）
- 構成：本郷実 ／ 恒川省三（以前は取材ディレクター）、松谷光絵、市之瀬仁、司 透
- 音楽：小林亜星（以前はテーマ音楽）
- 技術：足立篤巳
- カラー調整：曽根田三男
- 映像：濵道健一
- 照明：田淵博
- 音声：原田光
- 音響効果：水崎雅雄 (東京サウンド企画 現在のスカイウォーカー 移籍し現所属はサウンドパーク)
- 編集：関井昭男 (RVC 六本木ビデオセンター 移籍し現所属はaai)
- MA：豊田浩 (RVC 六本木ビデオセンター)
- 美術制作：丸山覚
- 美術デザイン：西條実
- 大道具：三木憲一
- 電飾：江口孝一
- 小道具：芦田国生
- メイク：三上美奈
- TK：谷本雪子
- 取材技術：アイオス、インテック、SOW、クロステレビ、コア、See Cam、日本水中映像、VTR大阪、YCB
- 撮影：大津一美、川端智、久保真澄、小谷野貴樹、佐藤和彦、佐藤佳彦、中村宏治、淵上拳、本田明弘、山口進
- 制作協力：関口宏事務所（現在の三桂）、東通（現在のTBSアクト）、ACT（現在のテクノマックス）、RVC (六本木ビデオセンター)（現在のまるビデオ）、アックス (現在のTBSアクト)
- 取材ディレクター：宗片浩寿、保田正明、上川伸廣、岩川千秋、井澤達也、安井信明、田中斉、入野幸雄、山本竹輝、田中昌裕、山本雅泰、河合優、大下広、レスリー・パーノン、大橋邦宏、井上晃一、手塚公一、吉田嗣郎、小林一夫（以上イースト）
- 演出：斉藤純（イースト）
- 演出・プロデューサー：平田修（イースト、以前は取材ディレクター）
- プロデューサー：角井英之（イースト）、鈴木孝之（TBS）
- 製作著作：TBS、イースト

### 過去のスタッフ
- 構成：永田孝文、村上典子
- 音楽：平尾昌晃
- 技術：中村孝雄（TBS）
- カラー調整：河野志朗（TBS）
- 映像：西舘博光、佐藤茂夫（TBS）
- 照明：三橋修哉、大野治利（TBS）
- 音声：松本百合雄、阿蘇谷靖、河野志朗（TBS）
- 音響効果：大鐘信慶
- 美術：和田一郎（TBS）
- デザイン：高橋秀夫（TBS）
- 編集：宮原茂太
- メイク：中田マリ子
- ＴＫ：小宮高子
- ディレクター：宇都宮壮太郎（TBS）
- 演出︰松本博之
- プロデューサー：平山賢一（TBS）／ 長崎幸雄 ／ 森政康（イースト）

### 番組アシスタント
- 森あづみ
- 伊藤弥佳
- 関戸めぐみ
- 益田智恵子